# 10941 Mamidala
10941 Mamidala este o planetă minoră (asteroid) din centura de asteroizi. A fost descoperită pe 12 februarie 1999 la Magdalena Ridge Observatory⁠(d) de Lincoln Near-Earth Asteroid Research. 
Obiectul prezintă o orbită caracterizată de o semiaxă mare de 2,8509375 UAi, o excentricitate de 0,05, o înclinație de 7,12963 ° în raport cu ecliptica.